# (7696) Liebe
(7696) Liebe (1988 JD) – planetoida z pasa głównego asteroid okrążająca Słońce w ciągu 4 lat i 182 dni w średniej odległości 2,72 j.a. Została odkryta 10 maja 1988 roku.